# Гершуни, Моше
Моше Гершуни (11 сентября 1936, Тель-Авив, британская Подмандатная Палестина — 22 января 2017, Тель-Авив, Израиль) — израильский художник.

## Ранние годы
Родился в Британской подмандатной Палестине, куда его родители, Йона и Цви Кутнер, иммигрировали в 1920-х годах из Польши. Детство провел в Тель-Авиве и получил образование в местной религиозной школе, которую окончил в 1954 году. У него были брат Авшалом и сестра Мира. 
В 1964 году окончил Институт искусств и дизайна Авни в Тель-Авиве. 
С 1960 по 1964 год он учился в Тель-Авивском институте искусств и дизайна им. Аарона Авни. Был одним из первых художников в Израиле, применившим модернистские, иконоборческие методы, создав в конце 1960-х годов работы, которые стали образцами концептуального искусства. В 1970-х годах он представил своё искусство на выставке для публичного обозрения. Преподаватель в«Бецалеле». 
Его работы были также выставлены на Венецианской биеннале в 1980 году. Они воссоздавали атмосферу Холокоста посредством изображения потоков крови красной глазурью на бумаге. После выставки у художника начался период изобразительного творчества, который отмечается как важная веха в израильском искусстве. Используя шрифты, «scrawl», каллиграфию, разбрызгивание и рисование пальцем, он создал собственные сионистские, мусульманские и христианские символы. Эти работы выглядят как созданные «в состоянии транса». Его недавние работы в шелкографии («Kaddish») считаются одними из лучших, появившихся в стране в последнее время.

## Преподавательская деятельность
- 1972—1977 гг. — Академия художественного искусства и дизайна «Бецалель», Иерусалим,
- 1978 г. — Колледж подготовки преподавателей художественного искусства, Рамат-ха-Шарон.

## Карьера
После окончания Института искусств и дизайна Авни в 1964 году работал преподавателем в различных школах искусств. С 1972 по 1977 год преподавал в Академии художественного искусства и дизайна «Бецалель», Израильской национальной школе искусств. С 1978 по 1986 год преподавал в Колледже для подготовки учителей художественного искусства в Рамат ха-Шарон.

## Награды и Призы
- Премия им. Аика Браун, Музей Израиля, 1969 год
- Премия им. Сатдберга для израильских художников, Музей Израиля, 1982 год
- Премия министра образования и культуры для молодых художников, 1988 год
- Премия им. Колба, Тель-Авивский музей изобразительных искусств, 1989 год
- Премия им. Шусмана, Яд ва-Шем, 1995 год
- Премия им. Менделя и Евы Пондик, Тель-Авивский музей изобразительных искусств
- Премия им. Джоржа и Жанет Жафин (позже Американо-Израильского культурного фонда), 2000 год

В 2003 году комитет по присуждению Премии Израиля объявил, что Гершуни стал лауреатом премии в области изобразительного искусства. Однако в это время шла интифада Аль-Аксы, и художник отказался участвовать в церемонии вручения премии, где ему пришлось бы жать руку премьер-министру Ариэлю Шарону, заявив: «Это не время для празднеств». В итоге премию он не получил.

## Статьи
- «Джерузалем пост» — рекламный щит, 24,09,2010 (English)
- «Джерузалем репорт», 13,01 2011 (English)